# Austrochaperina fryi
Austrochaperina fryi es una especie  de anfibios de la familia Microhylidae.

## Distribución geográfica
Es endémica del nordeste de Australia.

## Estado de conservación
Se encuentra amenazada por la pérdida de su hábitat natural.